# Planificació estratègica
La planificació estratègica és el procés d'una organització per definir la seva estratègia o direcció i prendre decisions sobre l'assignació dels seus recursos per seguir aquesta estratègia.
També es pot estendre als mecanismes de control per orientar la implementació de l'estratègia. La planificació estratègica es va estendre àmpliament a les empreses durant la dècada de 1960 i continua sent un aspecte important de la gestió estratègica. La duen a terme experts en planificació i estratègia (estrategs) que impliquen molts actors i parts interessades i fonts de recerca en l'anàlisi de l'organització i la seva relació amb l'entorn en què competeix.
L'estratègia té moltes definicions, però generalment implica establir objectius estratègics, determinar accions per assolir-los i mobilitzar recursos per executar-les. Una estratègia descriu com s’aconseguiran els objectius (objectius) amb els mitjans (recursos). El lideratge superior d’una organització sol tenir la tasca de determinar l'estratègia. L'estratègia es pot planificar (pretendre) o observar com un patró d’activitat (emergent) a mesura que l’organització s’adapta al seu entorn o competeix.
L'estratègia inclou processos de formulació i implementació; la planificació estratègica ajuda a coordinar tots dos. Tanmateix, la planificació estratègica té un caràcter analític (és a dir, implica "trobar els punts"); la formulació de l'estratègia implica la síntesi (és a dir, "connectar els punts") mitjançant el pensament estratègic. Com a tal, la planificació estratègica es produeix al voltant de l’activitat de la formulació d’estratègies.

## Procés

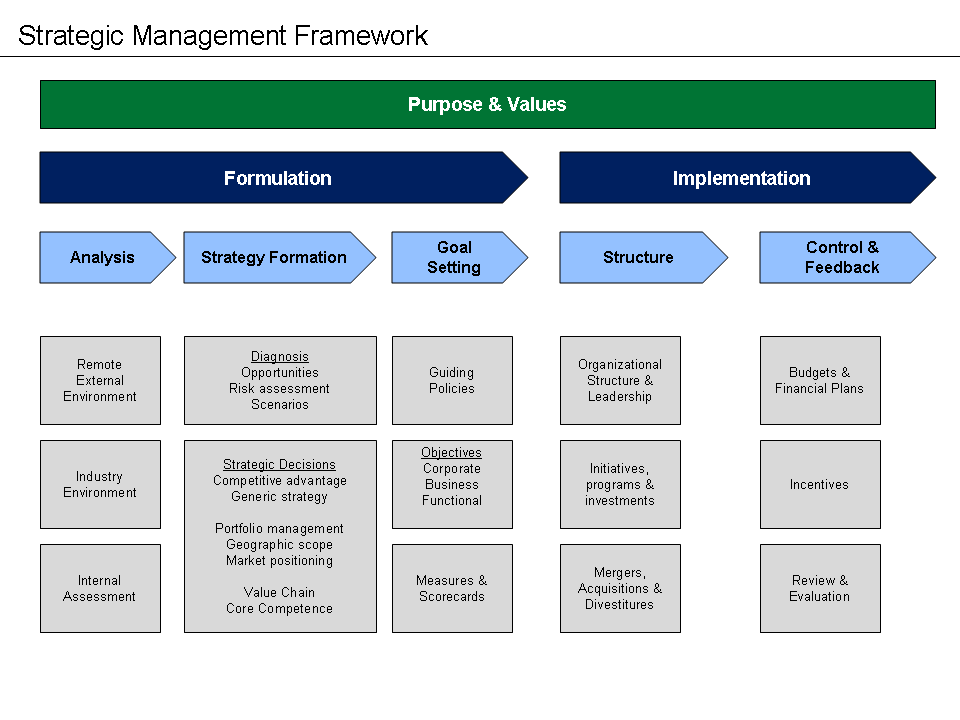
Processos i activitats de gestió estratègica

### Visió general
La planificació estratègica és un procés i, per tant, té aportacions, activitats, producció i resultats. Aquest procés, com tots els processos, té restriccions. Pot ser formal o informal i sol ser iteratiu, amb bucles de retroalimentació durant tot el procés. Alguns elements del procés poden ser continus i d'altres es poden executar com a projectes discrets amb un inici i un final definitius durant un període. La planificació estratègica proporciona aportacions per al pensament estratègic, que guia la formulació real de l'estratègia. Els esforços típics de planificació estratègica inclouen l’avaluació de la missió de l’organització i qüestions estratègiques per enfortir les pràctiques actuals i determinar la necessitat de nova programació. El resultat final és l'estratègia de l’organització, que inclou un diagnòstic de l'entorn i la situació competitiva, una política orientadora sobre el que l’organització té intenció d’aconseguir i iniciatives o plans d’acció clau per assolir la política orientadora.
Michael Porter va escriure el 1980 que la formulació de l'estratègia competitiva inclou la consideració de quatre elements claus:
1. Fortaleses i debilitats de l'empresa;
2. Valors personals dels principals implementadors (és a dir, la direcció i el consell d'administració);
3. Oportunitats i amenaces de la indústria; i
4. Expectatives socials més àmplies.[4]

Els dos primers elements es relacionen amb factors interns de l'empresa (és a dir, l'entorn intern), mentre que els dos últims es relacionen amb factors externs a l'empresa (és a dir, l'entorn extern). Aquests elements es consideren al llarg del procés de planificació estratègica.

### Aportacions
Les dades es recopilen de diverses fonts, com ara entrevistes amb executius clau, revisió de documents disponibles públicament sobre la competència o el mercat, investigació primària (per exemple, visitar o observar llocs de negocis de competidors o comparar preus), estudis de la indústria, etc. Això pot formar part d’un programa d'intel·ligència competitiva. Es recopilen aportacions per ajudar a comprendre l'entorn competitiu i les seves oportunitats i riscos. Altres aportacions inclouen la comprensió dels valors dels grups d'interès clau, com ara el consell d'administració, els accionistes i l'alta direcció. Aquests valors es poden recollir en la visió i les declaracions de missió d'una organització.

### Activitats
| «                | L'essència de formular estratègia competitiva és relacionar una empresa amb el seu entorn. | » |
| — Michael Porter |                                                                                            |   |

Les activitats de planificació estratègica inclouen reunions i altres comunicacions entre els líders i el personal de l'organització per desenvolupar una comprensió comuna sobre l'entorn competitiu i quina ha de ser la resposta de l'organització a aquest entorn (la seva estratègia). Es poden completar diverses eines de planificació estratègica (descrites a la secció següent) com a part de les activitats de planificació estratègica.
Els líders de l’organització poden tenir una sèrie de preguntes a les quals volen respondre en formular l'estratègia i recollir aportacions (inputs), com ara:
- Quin és el negoci o l'interès de l'organització?
- Què es considera "valor" per al client o prescriptors?
- Quins productes i serveis s'han d'incloure o excloure de la cartera d'ofertes?
- Quin és l'abast geogràfic de l'organització?
- Què diferencia l'organització dels seus competidors als ulls dels clients i d'altres parts interessades?
- Quines habilitats i recursos s'han de desenvolupar dins de l'organització?[1][5]

### Producció
La producció (output) de la planificació estratègica inclou documentació i comunicació que descriuen l'estratègia de l’organització i com s’hauria d’implementar, de vegades anomenat pla estratègic. L'estratègia pot incloure un diagnòstic de la situació competitiva, una política orientadora per assolir els objectius de l’organització i plans d’acció específics a implementar. Un pla estratègic pot abastar diversos anys i actualitzar-se periòdicament.
L'organització pot utilitzar diversos mètodes per mesurar i controlar el progrés cap als objectius estratègics i les mesures establertes, com ara un quadre de comandament integral o un mapa estratègic. Les empreses també poden planificar els seus estats financers (és a dir, balanços, estats de pèrdues i guanys i fluxos d'efectiu) durant diversos anys quan desenvolupin el seu pla estratègic, com a part de l'activitat de fixació d'objectius. El terme pressupost operatiu s’utilitza sovint per descriure el rendiment financer esperat d’una organització per al proper any. Els pressupostos de capital sovint constitueixen l'eix vertebrador d’un pla estratègic, sobretot perquè es relaciona cada vegada més amb les tecnologies de la informació i les comunicacions (TIC).

### Resultats
Tot i que el procés de planificació dona una producció (output), tal com s’ha descrit anteriorment, la implementació de l'estratègia o l'execució del pla estratègic produeix Resultats. Aquests resultats invariablement diferiran dels objectius estratègics. El grau d’apropament dels objectius i la visió estratègica determinarà l’èxit o el fracàs del pla estratègic. També sorgiran resultats no desitjats, que cal atendre i entendre perquè el desenvolupament i l'execució de l'estratègia siguin un veritable procés d’aprenentatge.

## Eines i enfocaments
En la planificació estratègica s’utilitzen diverses eines i tècniques analítiques. Aquestes van ser desenvolupades per empreses i empreses de consultoria de gestió per ajudar a proporcionar un marc per a la planificació estratègica. Aquestes eines inclouen:
- Anàlisi PEST, que cobreix els elements remots de l'entorn extern, com ara el polític, l'econòmic, el social i el tecnològic (PESTEL afegeix legal/regulatori i ecològic/ambiental);
- Planificació d’escenaris, que originalment es feia servir a l'exèrcit i recentment utilitzat per grans corporacions per analitzar escenaris futurs. El diagrama de flux de la dreta proporciona un procés per classificar un fenomen com a escenari de la tradició lògica intuïtiva.[6]Procés per classificar un fenomen com a escenari de la tradició de la lògica intuïtiva.

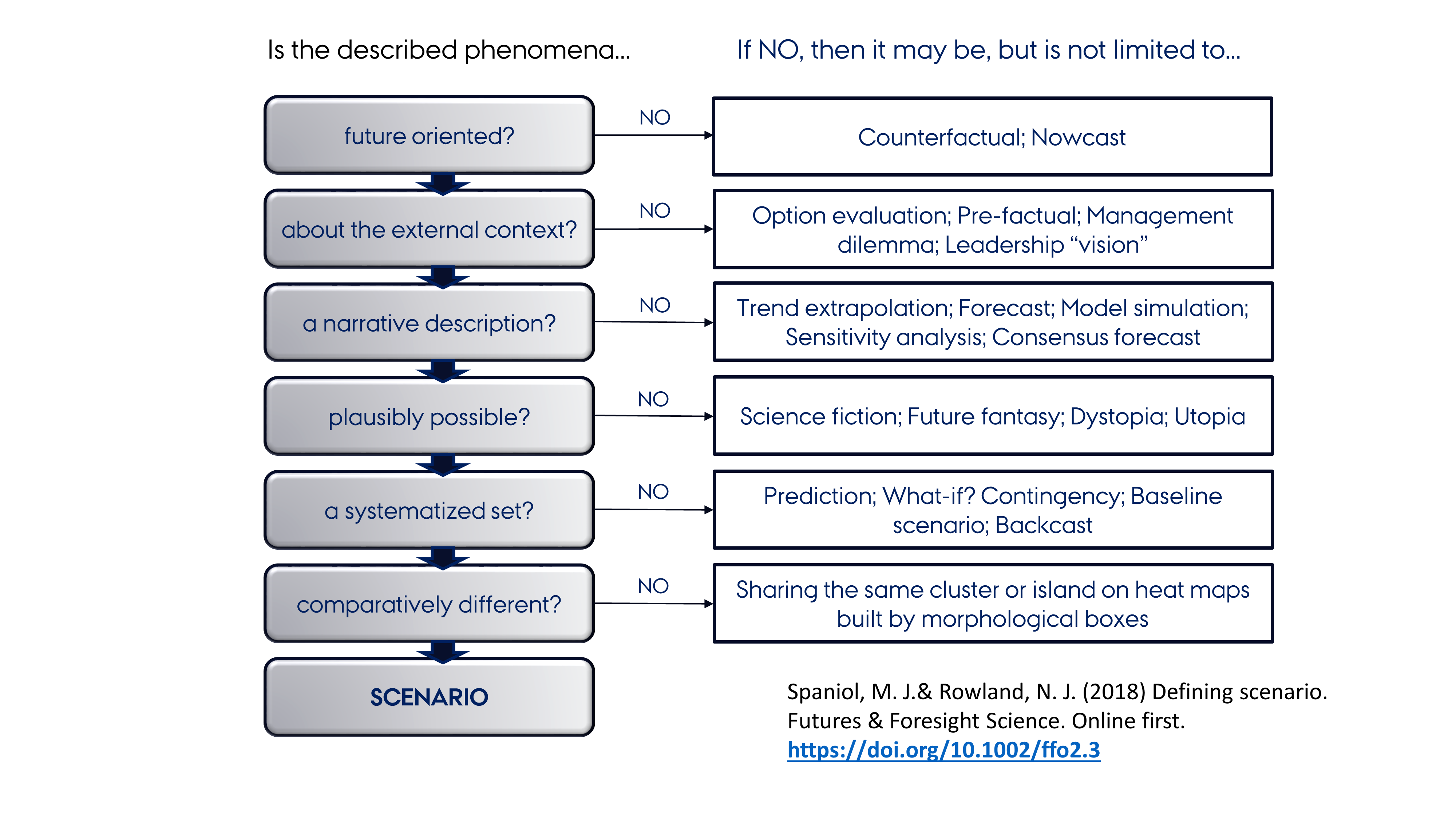
Procés per classificar un fenomen com a escenari de la tradició de la lògica intuïtiva.

- Anàlisi de cinc forces de Porter, que aborda l'atractiu i la rivalitat de la indústria a través del poder negociador de compradors i proveïdors i l'amenaça de productes substitutius i nous entrants al mercat;
- Anàlisi DAFO, que aborda els punts forts i els punts febles interns en relació amb les oportunitats i amenaces externes;
- Matriu de quota de creixement, que implica decisions de cartera sobre quines empreses retenir o desinvertir; i
- Quadres de comandament integral i mapes d’estratègia, que creen un marc sistemàtic per mesurar i controlar l'estratègia.
- Avaluació sensible, que utilitza un enfocament d’avaluació constructivista per identificar els resultats dels objectius, que donarà suport a futurs exercicis de planificació estratègica.

## Planificació estratègica vs. planificació financera
Simplement ampliar les projeccions dels estats financers al futur sense tenir en compte l'entorn competitiu és una forma de planificació o pressupost financer, no de planificació estratègica. En els negocis, el terme "pla financer" s'utilitza sovint per descriure el rendiment financer esperat d'una organització per a períodes futurs. El terme "pressupost" s'utilitza per a un pla financer per al proper any. Una "previsió" sol ser una combinació del rendiment real interanual més el rendiment esperat per a la resta de l'any, de manera que generalment es compara amb el pla o pressupost i el rendiment anterior. Els plans financers que acompanyen un pla estratègic poden incloure de 3 a 5 anys de rendiment previst.
McKinsey & Company va desenvolupar un model de maduresa de capacitats als anys 70 per descriure la sofisticació dels processos de planificació, amb una gestió estratègica classificada com a la més alta. Les quatre etapes inclouen:
1. Planificació financera, que tracta principalment de pressupostos anuals i un enfocament funcional, amb una limitada consideració pel medi ambient;
2. Planificació basada en previsions, que inclou plans financers plurianuals i una assignació de capital més sòlida entre les unitats de negoci;
3. Planificació orientada exteriorment, on es realitza una anàlisi exhaustiva de la situació i una avaluació competitiva;
4. Gestió estratègica, on es produeix un pensament estratègic generalitzat i s’utilitza un marc estratègic ben definit.

Les categories 3 i 4 són una planificació estratègica, mentre que les dues primeres categories són una planificació no estratègica o essencialment financera. Cada etapa es basa en les etapes anteriors; és a dir, una organització de la fase 4 completa activitats en les quatre categories.
Per a Michael C. Sekora, fundador del Projecte Sòcrates a la Casa Blanca de Reagan, durant la guerra freda la Unió Soviètica, desafiada econòmicament, va poder mantenir les capacitats militars occidentals mitjançant la planificació basada en tecnologia, mentre que els Estats Units van ser frenats per la planificació basada en les finances, fins que l'administració de Reagan va llançar el Projecte Sòcrates, que hauria de recuperar-se per mantenir-se al dia amb la Xina com a superpotència emergent.

## Crítica

### Planificació estratègica vs. Pensament estratègic
S'ha criticat la planificació estratègica per intentar sistematitzar el pensament estratègic i la formació d'estratègies, que segons Henry Mintzberg són activitats creatives intrínsecament que impliquen síntesi o "connectar els punts" que no es poden sistematitzar. Mintzberg argumenta que la planificació estratègica pot ajudar a coordinar els esforços de planificació i mesurar el progrés en els objectius estratègics, però que es produeix "al voltant" del procés de formació de l'estratègia en lloc de dins seu. A més, les funcions de planificació estratègica allunyades de la "primera línia" o el contacte amb l'entorn competitiu (és a dir, en el negoci, enfrontant-se al client on l'efecte de la competència és més evident) pot no ser eficaç per donar suport als esforços estratègics.

### Evidències sobre l'impacte de la planificació estratègica
Tot i que són moltes les crítiques que envolten la planificació estratègica, l'evidència suggereix que funciona. En una metaanàlisi recent que inclou dades de gairebé 9.000 organitzacions públiques i privades, la planificació estratègica té un impacte positiu en el rendiment de l’organització. La planificació estratègica és particularment potent per millorar la capacitat d'una organització per assolir els seus objectius (és a dir, l'eficàcia). Tot i això, l'estudi argumenta que només tenir un pla no és suficient. Perquè la planificació estratègica funcioni, ha d’incloure certa formalitat (és a dir, inclosa una anàlisi de l'entorn intern i extern i l'estipulació d’estratègies, objectius i plans basats en aquestes anàlisis), exhaustivitat (és a dir, la producció de moltes opcions estratègiques abans de seleccionar la curs a seguir) i una gestió acurada de les parts interessades (és a dir, pensar detingudament a qui implicar durant els diferents passos del procés de planificació estratègica, com, quan i per què).